# Vilonya-Királyszentistván megállóhely
Vilonya-Királyszentistván megállóhely egy Veszprém vármegyei megállóhely a GYSEV üzemeltetésében.
Vilonya közigazgatási területén, a központjától pár száz méterre nyugatra helyezkedik el, a másik névadó településtől, Királyszentistván lakott területének szélétől hasonló távolságra keletre. Közvetlenül a két falut összekötő (egyébként Székesfehérvártól a Balaton térségéig húzódó) 7202-es út szintbeli vasúti kereszteződése mellett, annak déli oldalánál található, megközelítését is az az út teszi lehetővé.
A megállóhelyet érintő egyetlen vasútvonalon a személyforgalom 2007-től szünetel, így itt azóta csak alkalomszerűen közlekedő tehervonatok haladnak át.

## Vasútvonalak
A megállóhelyet az alábbi vasútvonalak érintik:
- Lepsény–Hajmáskér-vasútvonal

## Kapcsolódó állomások
A megállóhelyhez a következő állomások vannak a legközelebb:
- Papkeszi vasútállomás (Lepsény–Hajmáskér-vasútvonal)
- Sóly megállóhely (Lepsény–Hajmáskér-vasútvonal)

## Forgalom
A megállóhelyen és a rajta áthaladó vasútvonal egy szakaszán a személyszállítás 2007. március 4-e óta szünetel.
Bővebben: 2007-es magyarországi vasútbezárások